# Distenia fulvipennis murina
Distenia fulvipennis murina es una subespecie de escarabajo longicornio del género Distenia, categorizada en la tribu Disteniini, de la orden Coleoptera. Fue descrita por Holzschuh en 2011.

## Descripción
Mide 14-24 mm de longitud.

## Distribución
Se distribuye por Laos.